# Stefan Nikolić
Stefan Nikolić (Montenegrijns: Стефан Николић) (Nikšić, 16 april 1990) is een Montenegrijnse voetballer. Hij speelt als aanvaller en komt momementeel uit voor het Kroatische NK Istra 1961.

## Carrière
Hij begon te voetballen op 10-jarige leeftijd bij FK Sutjeska Nikšić in Montenegro. Zijn talent als aanvaller werd opgemerkt en al snel maakte hij deel uit van de nationale jeugdteams. In 2005 maakt hij dan de overstap naar een van de grotere clubs in Servië, OFK Belgrado. Daar speelde hij verder in de jeugdreeksen en was per seizoen wel goed voor 15 tot 20 doelpunten. Nikolić kon zijn contract verlengen bij de Servische club maar kon zich niet vinden in het voorstel. Dejan Mitrović, zijn manager, ging vervolgens op zoek naar een buitenlandse club voor het jonge talent. Mitrović heeft een uitgebreid spelersverleden in België en dus ook goede contacten aldaar. Nikolić kreeg de kans om te gaan testen bij de Belgische eersteklasser Excelsior Moeskroen en tweedeklasser K. Lierse SK.
Uiteindelijk gaf de jonge spits de voorkeur aan Lierse. Hij tekende er in 2008 een contract voor drie seizoenen. In 2009/10 werd hij verhuurd aan KSV Roesalare. In de zomer van 2010 stapte hij transfervrij over naar FC Timişoara.

## Statistieken
| Seizoen                                         | Club                       | Competitie         | Wedst | Goals |
| ----------------------------------------------- | -------------------------- | ------------------ | ----- | ----- |
| 2008/09                                         | K. Lierse SK               | Exqi League        | 9     | 3     |
| 2009/10                                         | KSV Roeselare (uitgeleend) | Jupiler Pro League | 7     | 2     |
| 2010/11                                         | FC Timişoara               | Liga 1             | 13    | 4     |
| 2011/12                                         | Steaua Boekarest           | Liga 1             | 20    | 2     |
| 2012/13                                         | Steaua Boekarest           | Liga 1             | 16    | 2     |
| Totaal                                          | Totaal                     | Totaal             | 64    | 13    |
| Tabel voor het laatst bijgewerkt op 20-02-2013. |                            |                    |       |       |